# Armillarsfære
En armillarsfære (fra latin: armilla, der betyder cirkel og armbånd) er et astronomisk instrument, opfundet af Eratosthenes i 248 f.Kr.. 
Armillarsfærer blev i oltidens Grækenland brugt til undervisning og astronomiske observationer. I slutningen af middelalderen benyttedes instrumentet igen, blandt andet af den danske astronom Tycho Brahe.